# クリス・ウェバー
メイス・エドワード・クリストファー・ウェバー3世（Mayce Edward Christopher Webber III, 1973年3月1日 - ）は、アメリカ合衆国ミシガン州デトロイト出身の元プロバスケットボール選手。ミシガン大学時代にファブ・ファイブの一員として一世を風靡し、NBAでもリーグ屈指のパワーフォワードとして名を馳せた。

## キャリア

### 高校時代
1990-91シーズン、全米の高校年間最優秀選手と地元ミシガン州のミスター・バスケットボールに選出された。母校では彼の背番号44は永久欠番になっている。

### ミシガン大
大学では1年のはじめから先発の座を勝ち取り活躍。ミシガン大ウルヴァリンズはシーズン途中から先発5人全員に1年生プレーヤー（ジェイレン・ローズ、ジュワン・ハワードら）が定着するようになり、この5人は「ファブ・ファイブ」と呼ばれ全米に一大旋風を巻き起こす。中でもウェバーはファブ・ファイブのエースで格別な存在であった。
1992年、1年生のウェバーたちはNCAAトーナメントファイナルへ進出（準優勝）。そして臨んだ1993年トーナメント、ファブ・ファイブは2年連続ファイナル進出を果たす。ファイナルの対戦相手はノースカロライナ大、試合は終盤までもつれる緊迫した展開となった。そして試合時間残り11秒、ミシガンが2点ビハインドでという場面、ここでボールをキープしたウェバーは、既に使い切っていたタイムアウトを要求するという致命的なミスを犯した(後にベンチの1選手がタイムアウトのゼスチャーをしていることが分かる）。結局これがテクニカル・ファウル（ペナルティー）となりノースカロライナにフリースローを献上、ミシガン大は2年越しの全米制覇の夢をふいにした。この際、ウェバーの気持ちを察した当時の大統領ビル・クリントンは彼に直接電話をかけて慰めたという（余談だがウェバーのファンクラブの名前は「タイムアウト」である）。
大学デビュー当時からそのプレーがNBAレベルと評判だったウェバーは、トーナメント終了後にNBAドラフトへのアーリーエントリーを表明した。
なお、ミシガン大学の後援者である、エド・マーティンから多額の金銭を受けたことがNCAA規定違反として、ミシガン大学は後にNCAAより罰則を受けた。大学は印刷物からウェバー、モーリス・テイラー、ロバート・トレイラー、ルイス・バロックの写真、記事、記録が外された。

### 1993NBAドラフト
この年はウェバーをはじめ、アンファニー・ハーダウェイ、ジャマール・マッシュバーン、身長229cmのショーン・ブラッドリー、ニック・ヴァン・エクセル、ヴィン・ベイカーら有望な選手が揃っていた。一方で1位指名権を獲得したのはオーランド・マジック、2位にフィラデルフィア、3位はゴールデンステート・ウォリアーズとなっていた。いの一番で指名を受けたのはウェバー、続いてブラッドリー、ハーダウェイの順に指名された。この後、事態は急展開をみせた。指名順に選手がインタビューを受けることになっていたが、最初に現れたのは2位指名のブラッドリーであった。そして次にウェバーが現れたが、マジックではなくウォリアーズのキャップを被っていた。またハーダウェイがマジックのキャップを被っていた。ウェバーは指名直後に、ハーダウェイと交換でトレードされた。
どうしてもチームにビッグマンが欲しかったウォリアーズのヘッドコーチ兼GMドン・ネルソンは、ウェバー獲得のために一計を案じた。前年にシャキール・オニールを指名していたマジックはハーダウェイを欲していたが、ウェバーを指名しないとも限らない。フィラデルフィアはブラッドリー獲得でほぼ決定している。ネルソンはウェバー獲得を確実にするため、ドラフト前に「ウォリアーズの将来のドラフト指名権3つを譲渡する代わりに、ウェバーを1位指名してもらう」という取引をマジックのフロントに持ちかけた。ハーダウェイが残っていたらウォリアーズが指名しウェバーと交換、ブラッドリーが残っていたらウォリアーズがブラッドリーを指名しそのまま獲得（3つの指名権譲渡は変わらず）という算段である。マジック側もこれを受け入れたため、このトレードが成立した。ちなみにウェバーはこの時、「シャックとプレーしたかった」と感想を述べている。

### ゴールデンステート・ウォリアーズ
ウォリアーズに入団したウェバーは、早くから先発としてその実力を発揮、1年目から1試合平均17.5得点、9.1リバウンド、3.6アシスト、2.16ブロック、フィールドゴール成功率55.2%という見事な成績で、マジック・ジョンソンの記録を抜いて当時の史上最年少のルーキー・オブ・ザ・イヤー（新人王）に輝く。また、主力のティム・ハーダウェイ、シャルーナス・マルチルリョーニスらをケガで欠いていたチームを50勝32敗の好成績に導き、プレイオフ進出に大きく貢献した。
しかし、ドン・ネルソンヘッドコーチの起用法に不満を抱いていたウェバーはキャンプへの参加を辞退、二人の確執はマスコミに大きくとり上げられた。ウォリアーズは、オフシーズンにマイアミ・ヒートからセンターのロニー・サイカリーを獲得、態度を硬化させたウェバーに対して、ネルソンは彼のトレードを決断、11月7日、トム・ググリオッタとドラフト1巡指名権3つとの交換で、新人王は僅か1年でワシントン・ブレッツに去った。

### ワシントン・ブレッツ
1994-1995シーズン、11月7日、トム・ググリオッタと3つのドラフト指名権との交換でワシントン・ブレッツへ移籍して、この年ドラフト5位指名で加入したファブ・ファイブのジュワン・ハワードと再びチームメイトとなった。ウェバーはオフのキャンプ不参加が祟り調子が上がらずケガも負ったが、2月には持ち直し、この年54試合出場で1試合平均20.1得点、9.6リバウンド、4.7アシストとまずまずの成績を残した。またこの年3回のトリプル・ダブルを記録した。この年のみ背番号4がスコット・スカイルズがつけていたため背番号2をつけた。
1995-1996シーズン、1試合平均23.7得点、7.6リバウンド、5アシストの成績を記録するが、主に肩の故障等やシカゴブルズのルーク・ロングリーとの乱闘での出場停止処分などで出場したのはわずか15試合だった。ウェバーが出場した試合はチームは9勝6敗だった。また、ウォリアーズ戦では自己最高の40得点を記録した。
1996-1997シーズン、自身初のオールスター出場を果たし、シーズンも1試合平均20.1得点、10.3リバウンド（リーグ6位）、4.6アシスト、1.9ブロック、1.69スティール、フィールドゴール成功率51.8%の成績で、ブレッツを1987-1988シーズン以来9年ぶりとなるプレーオフへと導いた。プレーオフではマイケル・ジョーダンのシカゴ・ブルズにスイープされた。
1997-1998シーズン、チームはブレッツからウィザーズへ名称を変更した。ウェバーは1試合平均21.9得点、9.5リバウンドを記録したがチームはプレイオフ進出を逃した。オフになると、チームに不満を持っていたウェバーは5月14日、ミッチ・リッチモンド、オーティス・ソープとの交換で、サクラメント・キングスへとトレードされた。

### サクラメント・キングス
移籍1年目の1998-1999シーズン（ロックアウトで短縮された）からエースとして活躍し、チームをプレイオフへと導き、チームは2年連続ウェスタン・カンファレンスを制していたユタ・ジャズを破る番狂わせを起こした。個人では1試合平均13リバウンドで、1990-1991シーズンのデビッド・ロビンソン以降で初となる、デニス・ロッドマン以外のリバウンド王となった（但しロッドマンはこの年、まともにプレーしておらず、レイカーズで23試合出場しただけで、リーグリーダーの条件を満たしていなかった）。また、ダブル・ダブルの回数でもリーグ2位を記録し、初のオールNBAチームに選出された（2ndチーム）。
1999-2000シーズン、75試合に出場し、1試合平均24.5得点、10.5リバウンド、4.6アシストを記録し、キングスもプレイオフに進出した。この年もオールスターに出場し、オールNBA3rdチームにも選出された。
2000-2001シーズン、70試合に出場し、1試合平均27.1得点、11.1リバウンド、4.2アシスト、1.33スティール、1.69ブロックを記録し、チームをリーグ4位となる55勝27敗の好成績に導く。オールスター出場、オールNBA1stチーム選出、シーズンMVP投票では4位につけた。この年チームはプレーオフ2回戦でロサンゼルス・レイカーズに4連敗し、シーズンを終えた。
2001年7月27日、キングスと7年1億2700万ドルの契約を結んだ。2001-2002シーズン、手や足首のケガなどで28試合に欠場するがチームはリーグ最高となる61勝をあげる（21敗）。ウェバー自身も24.5得点、10.1リバウンド、4.8アシストと申し分ない成績を残しオールNBA2ndチームに選出されたが、負傷欠場中もチームが勝っていたため、この頃からファンやマスコミの間でウェバー不要論が囁かれ始めた。この年キングスはカンファレンスファイナルまで進出し、レイカーズを相手に3勝2敗とリードしたがその後連敗し、NBAファイナル進出はならなかった。
2002-2003シーズン
67試合に出場し平均23得点、10.5リバウンド、5.4アシストをマークしオールNBA2ndチームに選出された。オールスターは選出されたがケガで欠場した。チームはリーグ3位の59勝23敗となった。ダラスでのプレーオフカンファレンス準決勝第2戦の途中、左ひざ半月板を損傷し、その後の試合への出場は絶望となった。キングスはこのシリーズを3勝4敗で敗退した。
2003-2004シーズン、前シーズンの怪我の影響で開幕から49試合にわたって欠場した。彼が不在の間もチームは好調で彼が復帰したら逆にチームのリズムが崩れるのではと、ウェバー不要論に一層拍車がかかった。2月16日に戦列復帰を果たすが、復帰直後のウェバーはミスを連発し、チームもプレイオフ2回戦で敗退した。
2004-2005シーズン、54試合消化時点で46試合に出場（欠場8試合）、平均21.3得点・9.7リバウンド・5.5アシストを記録していたが、キングスはチームの中心を、ヒザに爆弾を抱えるウェバーからマイク・ビビー、（ウェバーと仲が悪い）ペジャ・ストヤコビッチへ転換することを決意。遂にキングスはウェバーの放出を決めた。

### フィラデルフィア・76ers
マイケル・ブラッドリー、マット・バーンズとともに、ケニー・トーマス、ブライアン・スキナー、コーリス・ウィリアムソンとのトレードでシクサーズに移ったウェバーは、アレン・アイバーソンに次ぐチーム2位の得点源となったが、チームのシステムにフィットしなかった。平均15.6得点と大きく成績を落とし、本領を発揮できずにシーズンを終えた。
2005-06シーズン、個人成績では甦り、平均20.2得点、9.9リバウンドをマーク。チームメートのアレン・アイバーソンとのコンビによる1試合平均53.2得点はリーグ最高を記録したが、チームは38勝44敗の成績でカンファレンス9位に終わった。
2006年12月にアイバーソンがトレードでデンバー・ナゲッツへ移籍すると、チームは再編を迫られることになった。ウェバーは12月末までに故障もあり18試合の出場に留まっていたが、再編の影響によって2007年1月11日に解雇（バイアウト）された。

### デトロイト・ピストンズ
シクサーズを解雇された後、複数のチームと契約の噂が飛び交ったが、1月16日にデトロイト・ピストンズと最低保障額で契約した。彼が長年つけていた背番号4は、ジョー・デュマースの永久欠番であったため、84番をつけた。彼が加入した2006-2007シーズン、ピストンズはイースタン・カンファレンス第1シードを獲得したが、カンファレンスファイナルでクリーブランド・キャバリアーズに2勝4敗で敗れた。プレーオフでは彼は短い出場時間ながら、平均10得点、6リバウンドをマークした。ダブルオーバータイムまで突入したカンファレンスファイナル第5戦では、シュート13本中9本を成功、20得点、7リバウンドの活躍を見せた。オフシーズンにピストンズと再契約を結べず、フリーエージェントとなった。彼にはヨーロッパのチームから高額のオファーがあったが、どのチームとも契約はしなかった。

### ゴールデンステート・ウォリアーズ
2008年1月28日、古巣のウォリアーズとベテラン最低年俸の120万ドルで契約を結んだが、わずか9試合に平均14分の出場で、3.9得点、3.6リバウンドの記録にとどまった。同年3月25日に引退を表明した。

## NBA個人成績

### レギュラーシーズン
| シーズン  | チーム | GP  | GS  | MPG  | FG%  | 3P%  | FT%  | RPG  | APG | SPG | BPG | TO  | PPG  |
| --------- | ------ | --- | --- | ---- | ---- | ---- | ---- | ---- | --- | --- | --- | --- | ---- |
| 1993–94   | GSW    | 76  | 76  | 32.1 | .552 | .000 | .532 | 9.1  | 3.6 | 1.2 | 2.2 | 2.7 | 23.4 |
| 1994–95   | WAS    | 54  | 52  | 38.3 | .495 | .276 | .502 | 9.6  | 4.7 | 1.5 | 1.6 | 3.1 | 20.1 |
| 1995–96   | WAS    | 15  | 15  | 37.2 | .543 | .441 | .594 | 7.6  | 5.0 | 1.8 | .6  | 3.3 | 23.7 |
| 1996–97   | WAS    | 72  | 72  | 39.0 | .518 | .397 | .565 | 10.3 | 4.6 | 1.7 | 1.9 | 3.2 | 20.1 |
| 1997–98   | WAS    | 71  | 71  | 39.6 | .482 | .317 | .589 | 9.5  | 3.8 | 1.6 | 1.7 | 2.6 | 21.9 |
| 1998–99   | SAC    | 42  | 42  | 40.9 | .486 | .118 | .454 | 13.0 | 4.1 | 1.4 | 2.1 | 3.5 | 20.0 |
| 1999–2000 | SAC    | 75  | 75  | 38.4 | .483 | .284 | .751 | 10.5 | 4.6 | 1.6 | 1.7 | 2.9 | 24.5 |
| 2000–01   | SAC    | 70  | 70  | 40.5 | .481 | .071 | .703 | 11.1 | 4.2 | 1.3 | 1.7 | 2.8 | 27.1 |
| 2001–02   | SAC    | 54  | 54  | 38.4 | .495 | .263 | .749 | 10.1 | 4.8 | 1.7 | 1.4 | 2.9 | 24.5 |
| 2002–03   | SAC    | 67  | 67  | 39.1 | .461 | .238 | .607 | 10.5 | 5.4 | 1.6 | 1.3 | 3.2 | 23.0 |
| 2003–04   | SAC    | 23  | 23  | 36.1 | .413 | .200 | .711 | 8.7  | 4.6 | 1.3 | .9  | 2.6 | 18.7 |
| 2004–05   | SAC    | 46  | 46  | 36.3 | .449 | .379 | .799 | 9.7  | 5.5 | 1.5 | .7  | 2.9 | 21.3 |
| 2004–05   | PHI    | 21  | 21  | 33.4 | .391 | .267 | .776 | 7.9  | 3.1 | 1.2 | .9  | 2.3 | 15.6 |
| 2005–06   | PHI    | 75  | 75  | 38.6 | .434 | .273 | .756 | 9.9  | 3.4 | 1.4 | .8  | 2.4 | 20.2 |
| 2006–07   | PHI    | 18  | 18  | 30.2 | .387 | .400 | .643 | 8.3  | 3.4 | 1.0 | .8  | 1.8 | 11.0 |
| 2006–07   | DET    | 43  | 42  | 29.7 | .489 | .333 | .636 | 6.7  | 3.0 | 1.0 | .6  | 1.7 | 11.3 |
| 2007–08   | GSW    | 9   | 8   | 14.0 | .484 | .000 | .417 | 3.6  | 2.0 | .4  | .7  | 1.2 | 3.9  |
| Career    |        | 831 | 827 | 37.1 | .479 | .299 | .649 | 9.8  | 4.2 | 1.4 | 1.4 | 1.2 | 20.7 |
| All-Star  |        | 4   | 4   | 19.0 | .371 | .333 | .375 | 6.0  | 3.3 | 1.0 | -   | 2.0 | 7.5  |

#### プレーオフ
| シーズン | チーム | GP | GS | MPG  | FG%  | 3P%  | FT%  | RPG  | APG | SPG | BPG | PPG  |
| -------- | ------ | -- | -- | ---- | ---- | ---- | ---- | ---- | --- | --- | --- | ---- |
| 1994     | GSW    | 3  | 3  | 36.3 | .550 | .000 | .300 | 8.7  | 9.0 | 1.0 | 3.0 | 15.7 |
| 1997     | WAS    | 3  | 3  | 35.3 | .633 | .455 | .500 | 8.0  | 3.3 | .7  | 2.3 | 15.7 |
| 1999     | SAC    | 5  | 5  | 38.4 | .388 | .286 | .400 | 9.4  | 4.0 | 1.8 | 1.0 | 14.8 |
| 2000     | SAC    | 5  | 5  | 39.2 | .427 | .200 | .794 | 9.6  | 5.4 | 1.6 | 2.0 | 24.4 |
| 2001     | SAC    | 8  | 8  | 43.5 | .388 | .000 | .694 | 11.5 | 3.1 | 1.1 | 1.0 | 23.3 |
| 2002     | SAC    | 16 | 16 | 41.7 | .502 | .000 | .596 | 10.8 | 4.7 | .9  | 1.6 | 23.7 |
| 2003     | SAC    | 7  | 7  | 35.1 | .496 | .000 | .653 | 8.3  | 3.6 | 1.4 | 1.1 | 23.7 |
| 2004     | SAC    | 12 | 12 | 37.2 | .452 | .250 | .615 | 8.3  | 3.7 | 1.3 | .8  | 18.4 |
| 2005     | PHI    | 5  | 5  | 37.2 | .411 | .357 | .750 | 5.8  | 2.8 | 1.2 | .2  | 19.0 |
| 2007     | DET    | 16 | 16 | 25.2 | .524 | .000 | .531 | 6.3  | 1.5 | .9  | .6  | 9.9  |
| Career   |        | 80 | 80 | 36.2 | .464 | .269 | .611 | 8.7  | 3.6 | 1.1 | 1.1 | 18.7 |

## プレイスタイル
卓越した運動能力を誇り、208cm111kgの体格でありながらボールハンドリングがうまく中距離からのシュートを得意とし
2004–05にはシーズン平均5.5アシスト、キャリア通算平均4.2アシスト記録するなどパス能力にも秀でる
PFとしてNBA屈指のオールラウンダーであった。
しかしその反面アンセルフィッシュ(非自己中心的)であり、チームを優勝に導けないエースでもあった。
同時代にクリス・ウェバーと同じくアンセルフィッシュでチームを優勝に導けないと言われた
ケビン・ガーネットはボストン・セルティックスに移籍しビッグ3を形成し強力なチームメイトを得て優勝をしたが
、ウェバーはミシガン大時代にファブ・ファイブと言われる強力なチームメイトがいながら自身のミスもあり優勝を逃し、
キングス時代もピストンズ時代も強力なチームメイトがいてカンファレンス決勝まで行ったが優勝へは届かなかった。
15年間でキャリア通算試合数が831に留まっている事でも分かる通り常に怪我に苦しむ選手生活を送り、
NBAトップクラスの才能があったものの肉体と精神が弱い選手という評価が着いてまわってしまった。

## その他
アクレイム・エンタテインメントから発売されたNINTENDO 64のビデオゲーム、NBA Jam 2000のカバーアスリートに選ばれている。
2006年にサクラメントで「センターコート」という名前のレストランを開いた。